# Ovaazatlı, Mustafakemalpaşa
Ovaazatlı là một xã thuộc huyện Mustafakemalpaşa, tỉnh Bursa, Thổ Nhĩ Kỳ. Dân số thời điểm năm 2011 là 1.599 người.